# Ганс-Адольф фон Мольтке

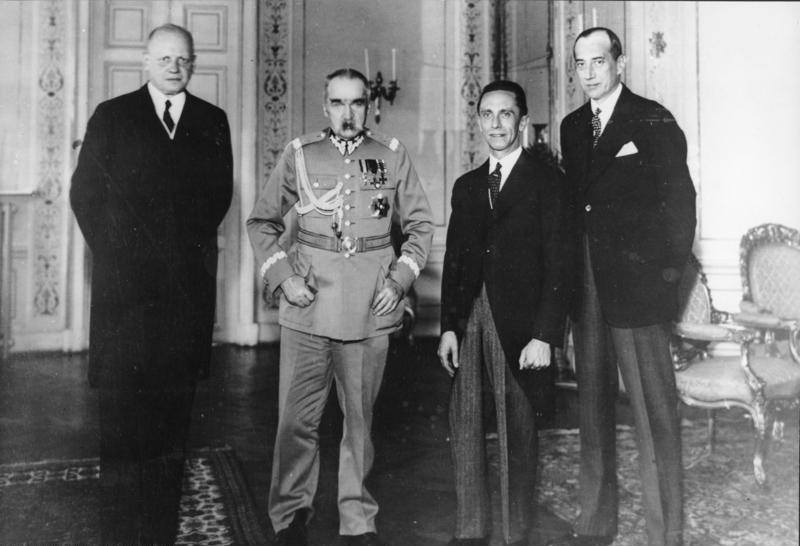
Зліва направо: Мольтке, Юзеф Пілсудський, Йозеф Геббельс, Юзеф Бек (Варшава, 15 червня 1934)

Ганс-Адольф Гельмут Людвіг Ердманн Вальдемар фон Мольтке (нім. Hans-Adolf Helmuth Erdmann Ludwig Waldemar von Moltke; 29 листопада 1884, Оппельн, Німецька імперія — 22 березня 1943, Мадрид, Іспанія) — німецький дипломат.

## Біографія
Представник старовинного німецького дворянського роду Мольтке. Народився в родині політика Фрідріха фон Мольтке, обер-президента Східної Пруссії (1903-1907).
З 1913 року — на дипломатичній службі. Починав помічником Афінської місії, пізніше в Стамбулі (1914).
Під час Першої світової війни значився в резерв лейб-кірасирського полку «Великий курфюрст».
У 1920-1922 представляв Міністерство закордонних справ Німеччини в союзній комісії з проведення плебісциту у Верхній Сілезії.
У 1924-1928 роках — радник посольства Веймарської республіки в Стамбулі. Потім, очолив польський відділ МЗС Німеччини.
З 7 березня 1931 року — посол Німеччини в Польщі. Член НСДАП з жовтня 1937 року.
10 серпня 1939 року міністр закордонних справ Йоахім фон Ріббентроп відкликав його з Варшави, щоб не допустити вжитих Мольтке зусиль щодо поліпшення відносин з Польщею. Будучи фахівцем у польських справах, повернувся на роботу в міністерство закордонних справ у Берліні, де очолив Архівну комісію по оцінці захоплених в Польщі документів.
У 1941 році радив владі Рейху використовувати колишнього прем'єр-міністра Польщі Леона Козловського для формування нового уряду Польщі, проте ця ідея не увінчалася успіхом.
У січні 1943 року призначений послом в Мадриді, де і помер через 2 місяці.

## Нагороди
- Залізний хрест 2-го класу
- Орден Альберта (Саксонія)
- Орден Святого Йоанна (Бранденбург), лицар справедливості
- Почесний хрест ветерана війни